# 蔚山広域市警察庁
蔚山広域市警察庁（ウルサンこういきしけいさつちょう、울산광역시경찰청、Ulsan Metriporitan Police Agency）は大韓民国蔚山広域市の4警察署を監督する機関である。
これ以前の歴史は慶南地方警察庁を参照。
- 1999年7月2日：設置に伴い慶南地方警察庁から蔚山広域市内の3警察署を移管。
- 2001年12月27日:蔚山西部警察署設置。
- 2006年3月1日：蔚山西部警察署を蔚山蔚州警察署に改称。蔚山蔚州警察署と蔚山南部警察署の管轄区域を調整。
- 2021年1月4日 : 自治警察制以降に伴い、蔚山広域市警察庁に改称。

## 組織
- 警察庁長
  - 広報担当官
  - 聴聞監査担当官
  - 警務課
  - 生活安全課
  - 捜査課
  - 警備交通課
  - 情報課
  - 保安課

## 管轄警察署
- 蔚山中部警察署（中区と北区の楊亭洞、塩浦洞、江東洞を除いた地域を管轄）
- 蔚山東部警察署（東区と北区の楊亭洞、塩浦洞、江東洞を管轄）
- 蔚山南部警察署
- 蔚山蔚州警察署